# Rosa (televisieprogramma)
Rosa was een komisch televisieprogramma op de Vlaamse zender TV1. Het programma werd uitgezonden in 1995 en 1996. Het draaide om het typetje Rosa Vermeulen, dat gespeeld werd door Walter Baele. Rosa was een bejaarde vrouw uit Erpe-Mere en ontving in het programma elke week een Bekende Vlaming. Kurt Defrancq speelde Modest Vermeulen, Rosa's zoon.
In 1995 werd Het Rosalied ('t Is Goed) van Rosa en Modest uitgebracht op cd-single. In 1995 en 1996 was er ook een oudejaarsspecial rond Rosa te zien op tv.
In 2003 en 2004 presenteerde Rosa Vermeulen in het kader van vijftig jaar VRT het programma Rode rozen van Rosa, waarbij ze herhalingen van oude Vlaamse televisieseries inleidde. Modest had enkele jaren een rubriek in het Tourjournaal van de VRT.